# Terem-paladset
Terem-paladset eller Teremnoj-paladset (russisk: Теремной дворец) er en historisk bygning i Kreml i Moskva i Rusland. Paladset blev opført fra 1635 til 1636 og fungerede som tsarernes hovedresidens i Moskva i 1600-tallet. . Navnet er afledt af det græske ord τερεμνον (i betydningen "bolig"). I dag indgår det som del af Ruslands præsidents officielle residens.

## Historie
I 1500-tallet opførte den italienske arkitekt Aloisio da Milano det første palads på stedet. Kun stueetagen fra denne konstruktion har overlevet, da den første tsar fra Romanov-slægten, Mikhail Fjodorovitj, lod paladset helt ombygge fra 1635 til 1636. Den nye bygning var omgivet af et kompleks af annekser og sidebygninger, herunder Bojarernes Platforn, Den Gyldne Trappe, Den Gyldne Portal og adskillige tureller. Paladskomplekset omfatter også flere kirker af ældre dato, blandt andet Jomfruens Fødselskirke fra 1360'erne.